# 日本応用数理学会
一般社団法人日本応用数理学会（いっぱんしゃだんほうじんにほんおうようすうりがっかい、英語: The Japan Society for Industrial and Applied Mathematics、略称 : JSIAM）は、1990年4月1日に設立され、2012年7月1日に一般社団法人に移行した学会であり、応用数学の研究に関する交流の場である。SIAM（米国の工学と応用数学の学会）の日本版に相当する。

## 部会
研究分野ごとに次の部会が設けられている。
1. ウェーブレット
2. 応用カオス
3. 応用可積分系[2] (可積分アルゴリズム、可積分幾何学 (英: Integrable geometry)、超離散 (英: Ultradiscrete)ソリトンモデル、セル・オートマトンなどを扱う)
4. 折紙工学
5. 科学技術計算と数値解析 (PDE/ODEの数値解法を主に扱う)
6. 機械学習
7. 行列・固有値問題の解法とその応用 (数値線形代数を扱う)
8. 計算の品質 (精度保証付き数値計算、計算機援用証明、区間演算を主に扱う)
9. 産業における応用数理
10. 数理医学
11. 数理政治学
12. 数理設計
13. 数理的技法による情報セキュリティ
14. 数理ファイナンス
15. 数論アルゴリズムとその応用
16. CAEモデリングとデータ活用
17. 離散システム
18. 連続体力学の数理
19. 若手の会
20. 環瀬戸内応用数理

## 学術的会合

### 年会・研究部会連合発表会
毎年3月に研究部会連合発表会、9月に年会が行なわれる。会場は各大学の持ち回りである。年会では会員の申込により行われる口頭発表の他に、ポスター発表も行われる。

### その他の会合

#### 三部会連携応用数理セミナー
「科学技術計算と数値解析」、「行列・固有値問題の解法とその応用」、「計算の品質」の三部会が連携し、
学部生・大学院生、企業の研究者・技術者を対象にした応用数理セミナーを毎年実施している。

#### 学生研究発表会
「若手の会」が毎年3月に行っている学生によるポスター発表会である。

## 出版物
日本応用数理学会による出版物として以下がある。
- 学会誌「応用数理」
- JSIAM Online Magazine
- 日本応用数理学会論文誌
- JJIAM (Japan Journal of Industrial and Applied Mathematics)[7]
- JSIAM Letters
- シリーズ応用数理 (共立出版より刊行)[8][9][10][11][12][13]
- 応用数理の遊歩道[14]

## 賞
日本応用数理学会の授与する賞には次のようなものがある。
- 論文賞、ベストオーサー賞
- 業績賞
- 若手優秀講演賞
- 優秀ポスター賞
- 研究部会連合発表会優秀講演賞

### 関連・類似団体
- 応用数学分科会 (日本数学会で応用数学を管轄する分科会)
- 日本シミュレーション学会
- EASIAM
- ANZIAM
- SIAM (en)
- 応用数理国際会議 (en)
- Association for Computing Machinery

### 賛助会員
- アイシン
- 伊藤忠テクノソリューションズ
- AGC
- キヤノン
- 神戸製鋼所
- 新日鐵住金
- ダイキン工業
- 電力中央研究所
- トヨタ自動車
- 豊田中央研究所
- 日産自動車
- 日本電気
- 日本電信電話
- 日立製作所
- 富士通
- 三菱電機
- リコー

（2022年4月現在）

### 過去に会長を務めた人物
カッコ内は会長を務めた年度
- 近藤次郎 (1990年)
- 藤田宏 (1994年)
- 伊理正夫 (1996年)
- 森正武 (1998年)
- 河原田秀夫 (2000年)
- 三村昌泰 (2002年)
- 矢川元基 (2004年)
- 岡本龍明 (2007年)
- 薩摩順吉 (2010年)
- 萩原一郎 (2011年)
- 大石進一 (2015年, 2016年)
- 岡本久 (2019年, 2020年)
- 速水謙 (2023年)

### 過去に業績賞を授与された人物
- 大石進一 (2011年、実用的な精度保証付き数値計算法の確立に対して)
- 三村昌泰 (2013年、現象数理学の方法論の確立と実践に対して)
- 森正武 (2014年、二重指数関数型数値積分法の創始と実用化に至る発展の先導に対して)
- 杉原正顯 (2014年、二重指数関数型数値積分法の創始と実用化に至る発展の先導に対して)
- 岡本龍明 (2016年、公開鍵暗号の基礎理論と応用技術の研究に対して)
- 萩原一郎 (2017年、計算科学・数理科学援用折紙工学の創設と展開に対して)

### 過去に論文賞・ベストオーサー賞を授与された人物
- 森正武[18]
- 萩原一郎[19][20]
- 矢川元基[21]
- 杉原正顯[22][23][24][25][26]
- 大石進一[27][28]
- 速水謙[29]
- 杉原厚吉[30][31]